# متحف النوبة
متحف النوبة في أسوان في مصر هو متحف أنشأته منظمة اليونسكو في مصر لعرض الآثار الخاصة بالحضارة النوبية القديمة، وكذلك يتضمن معلومات عن تاريخ النوبة من عصور ما قبل التاريخ حتى الوقت الحالي، مع استعراض لأهم العادات والتقاليد النوبية، واللغة النوبية العريقة.

## تاريخ
وتم افتتاح المتحف في عام 1997، بعد أن شيدته منظمة الأمم المتحدة للتربية والعلم والثقافة (اليونسكو) إثر حملة قامت بها بين عامي 1960 و 1980 لإنقاذ الآثار المصرية، تمهيدا لبناء السد العالي بأسوان.

## مكونات المتحف
يتكون متحف النوبة من ثلاثة طوابق:
- البدروم ويحتوي على قاعة العرض الرئيسية ومعامل الترميم والورش ومخازن الآثار ومركز استقبال والمسرح المكشوف.
- الطابق الأرضي وبه المدخل الرئيسي، وقاعة عرض وقاعة المحاضرات وقاعة لكبار الزوار وغرف الأمن والإدارة وغرفة مدير عام المتاحف.
- الطابق الأول ويتضمن الكافيتريا والمكتبة والمتحف وحجرات تصوير فوتوغرافي وميكروفيلم وإدارة المتحف والخدمات.

## التصميم
تصميم المتحف مستوحى من المقابر الفرعونية الذي صممه المهندس المصري محمود الحكيم وقد أتى التصميم متناغما مع البيئة النوبيه المحيطة، من صخور وتلال وطبيعة الشمس الساطعة والحارة لمدينة أسوان.

## مقتنيات المتحف
حديقة متحفية على كبيرة وقطع أثرية من عصور مختلفة. ومقتنيات متنوعة تبدأ من عصور ما قبل التاريخ ببطاقات توضيح باللغتين العربية والإنجليزية تعرض الحضارة النوبية جنبا إلى جنب مع الحضارة المصرية. أهمية النوبة بما تضمه من محاجر متعددة أهمها محاجر الديوريت ومنبع للأحجار الكريمة المتنوعة، المجموعة الأولى المميزة طرق الدفن، الفخار.. المجموعة الثالثة من خلال الدولة القديمة والوسطى والتماثيل البشرية والحيوانية الصغيرة من الطمي المحروق. كما تتوضح المثالية في فن النحت من خلال الأسرة ال25 مع الإبداع في مختلف الفنون الأخرى وتتحور إلى بلال.
يحتوي المتحف على خمسة آلاف قطعة أثرية تمثل مراحل تطور الحضارة المصرية والتراث النوبي، ويضم العرض الخارجي للمتحف 68 قطعة فريدة من التماثيل الكبيرة واللوحات الأثرية مختلفة الأحجام ومن أجمل وأندر تلك القطع المعروضة هيكل عظمي لإنسان عمره 200 ألف سنة كان قد عثر عليه سنة 1982 في منطقة إدكوباتيه بأسوان.
من أهم القطع الأثرية الموجودة بالمتحف تمثال الملك رمسيس الثاني، مقصورة قصر أبريم، نموذج لمعبد فيلة، لوحة حجرية لأمنحتب، مقصورة البابون والعقرب، لوازم وحليات للخيول، شواهد قبور تمثال للبا "الروح"، تمثال أمرديس، لوحة حجرية لتانوت آمون، نموذج لمقبرة إسلامية، الساقية والشادوف هيكل عظمي من وادي الكوبانية، نموذج لدفنة نوبية من المجموعة الأولى، تمثال الملك خفرع.

## جوائز
- حصل المبنى على جائزة أجمل مبنى معماري في العالم عام 2001.[8]
- حصل مبناه على جائزة الآغا خان للعمارة في عام 2001م.[9]

## معرض صور

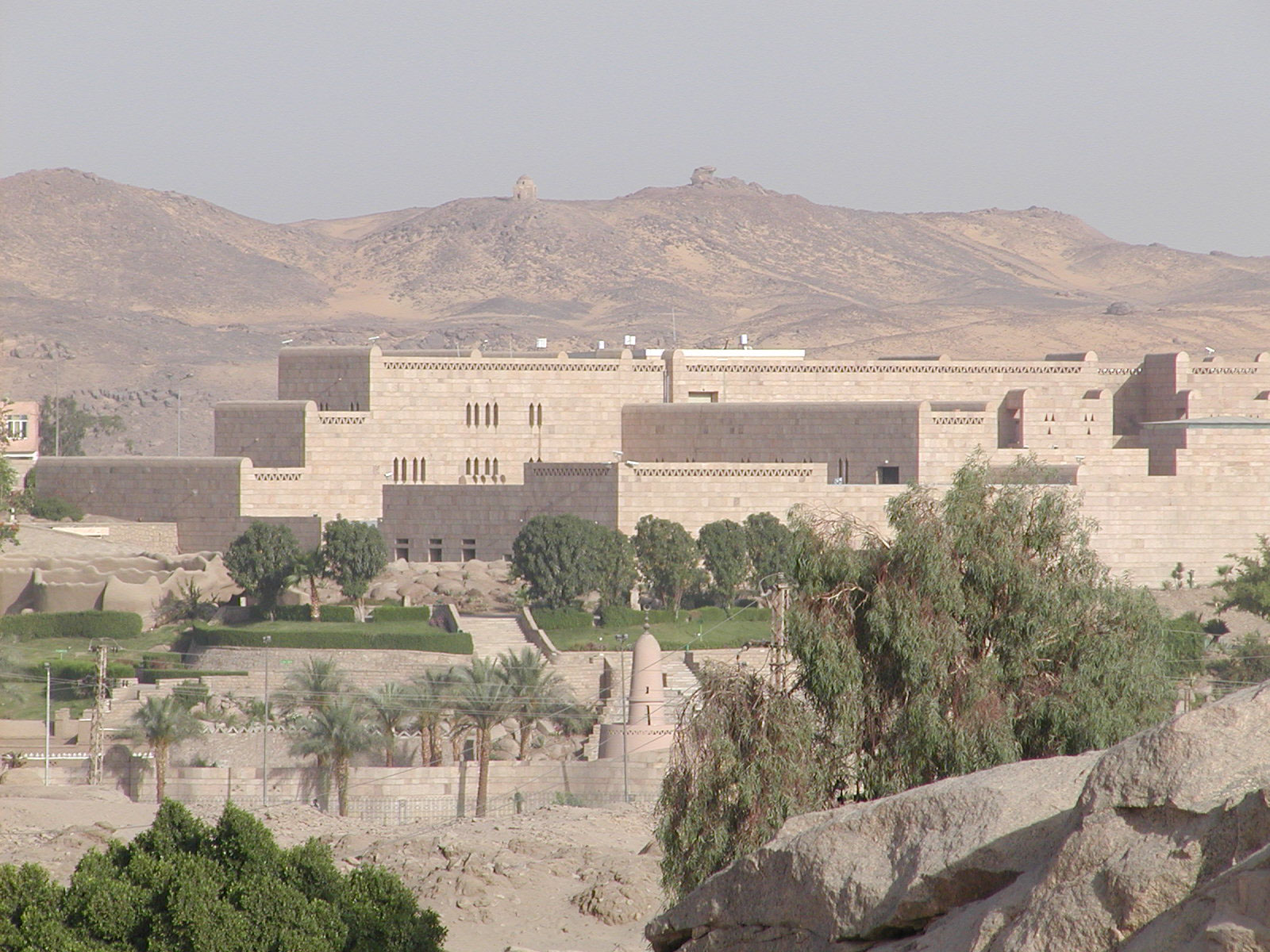
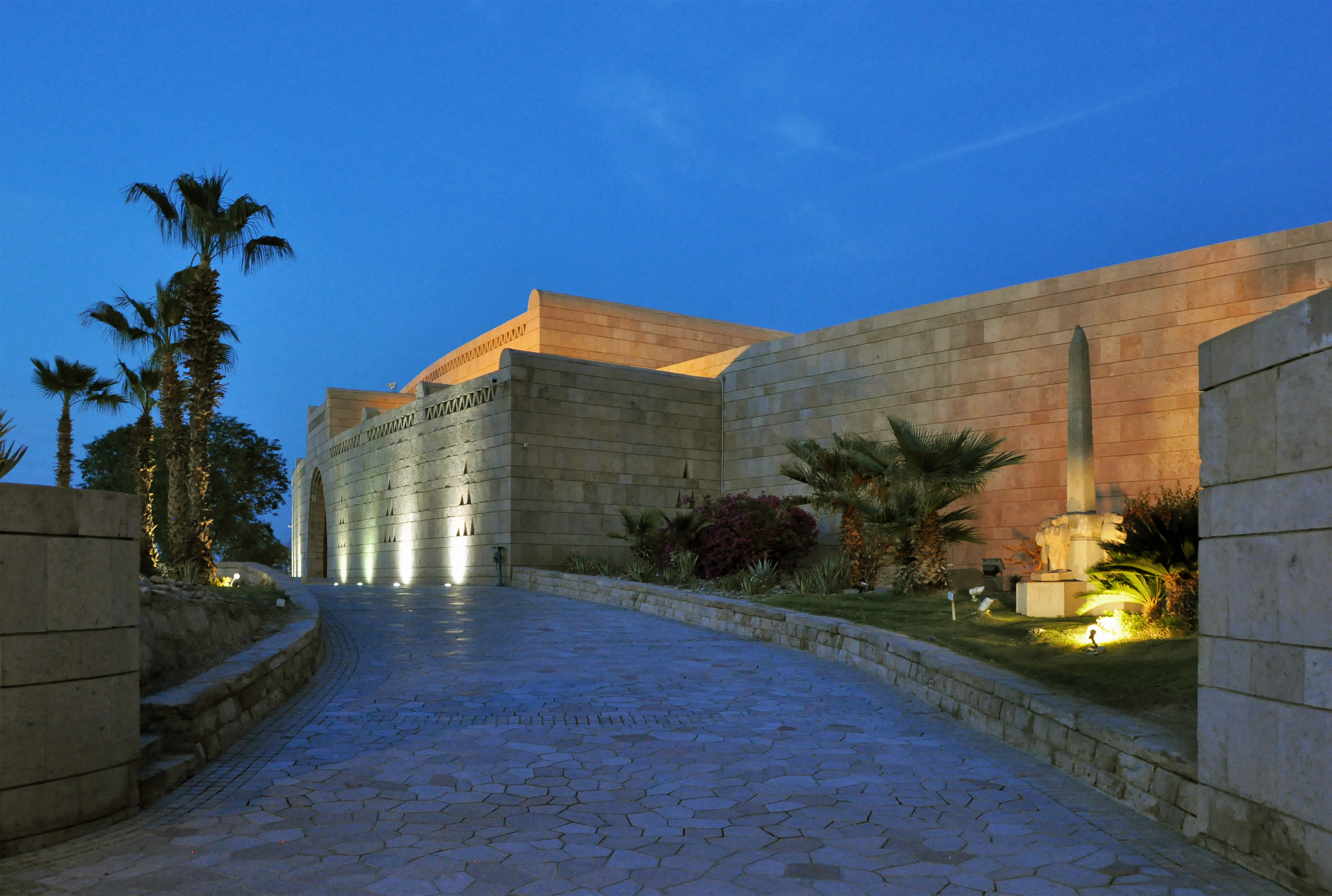
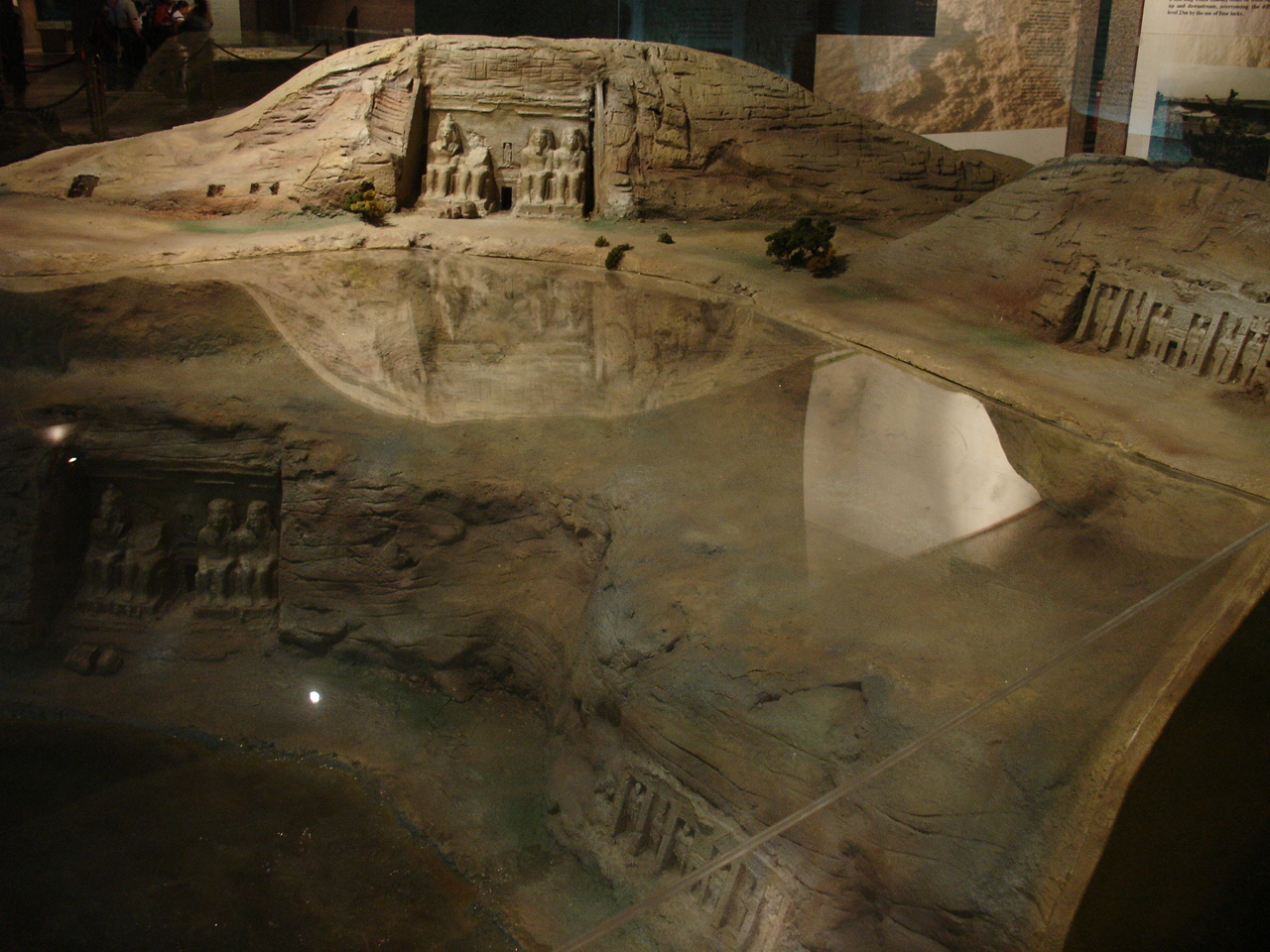
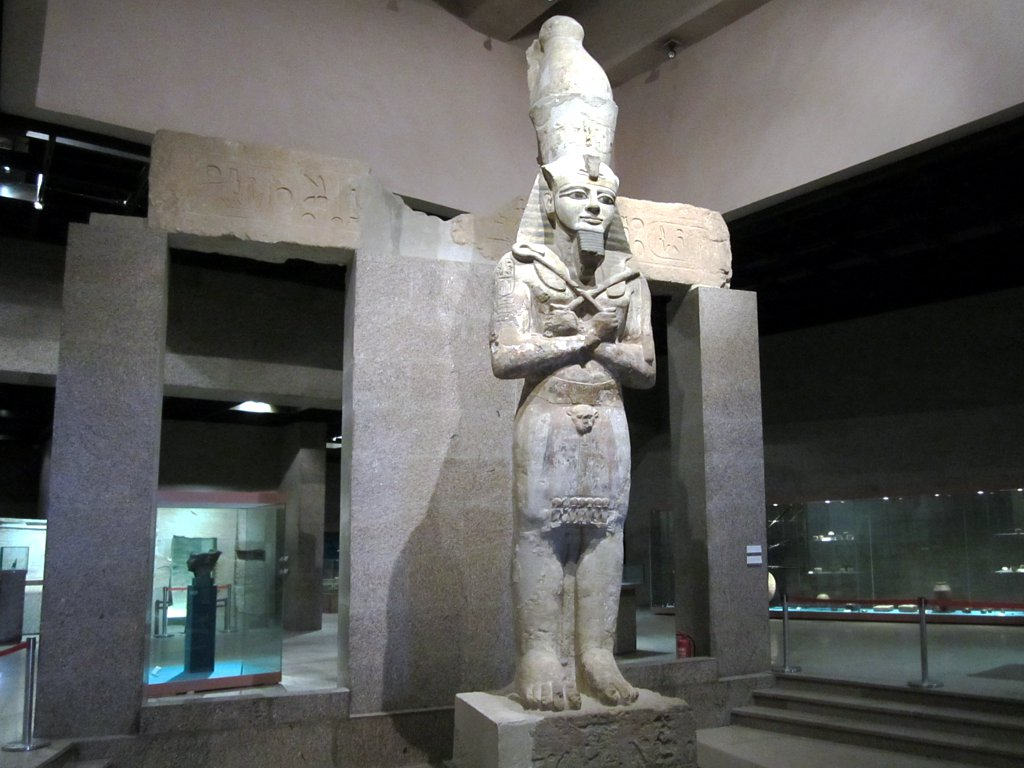
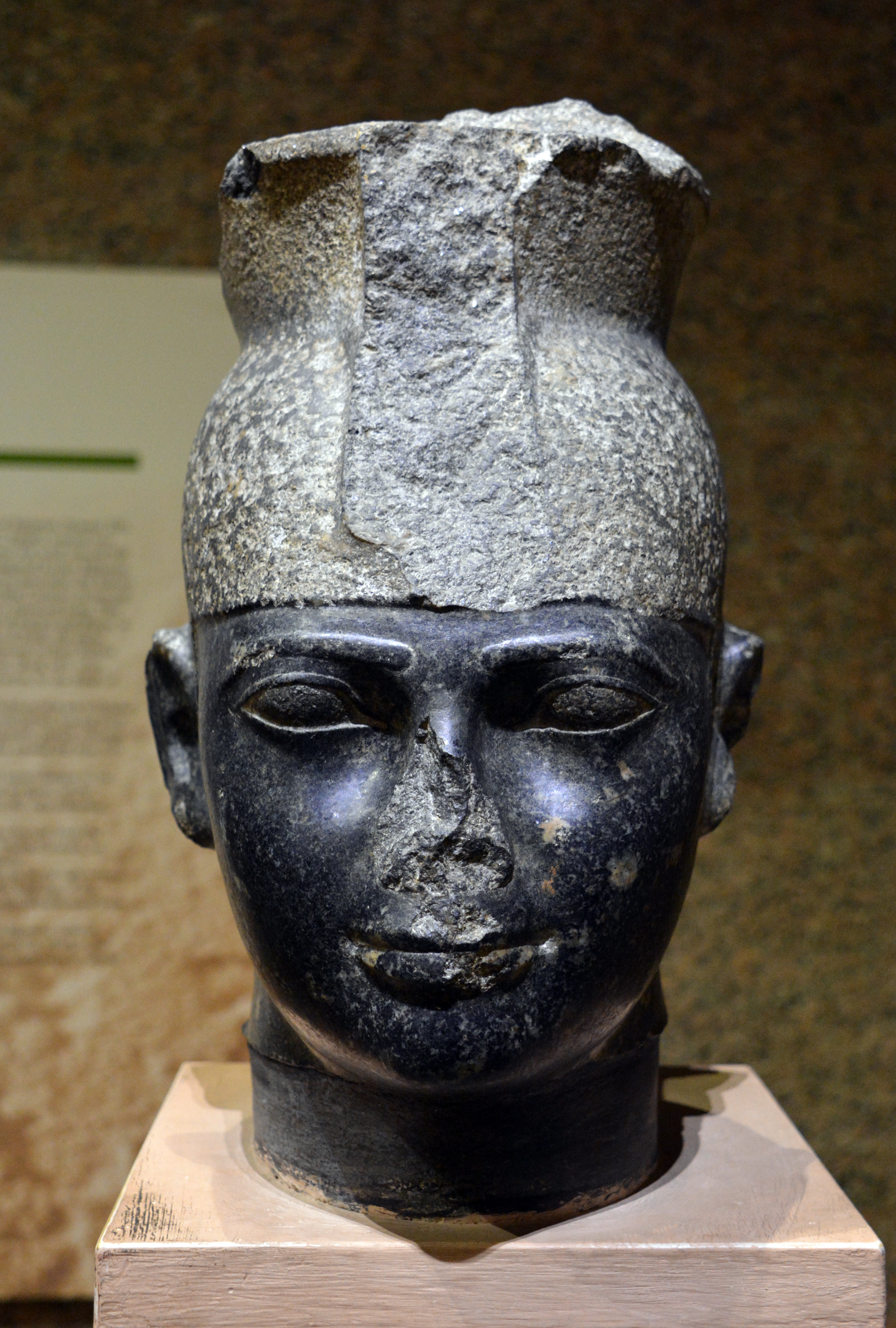

## وصلات خارجية
- الموقع الرئيسي لمتحف النوبة نسخة محفوظة 21 أغسطس 2006 على موقع واي باك مشين.